# Washpool National Park
Washpool National Park är en park i Australien. Den ligger i delstaten New South Wales, i den sydöstra delen av landet, omkring 510 kilometer norr om delstatshuvudstaden Sydney. Arean är 587 kvadratkilometer.
Trakten runt Washpool National Park är nära nog obefolkad, med mindre än två invånare per kvadratkilometer.. Det finns inga samhällen i närheten.
I omgivningarna runt Washpool National Park växer i huvudsak städsegrön lövskog. Genomsnittlig årsnederbörd är 1 230 millimeter. Den regnigaste månaden är januari, med i genomsnitt 255 mm nederbörd, och den torraste är oktober, med 26 mm nederbörd.